# پرسش
پرسش یا سؤال، عبارتی زبانی با مضمون درخواست اطلاعات است.
در زبان فارسی جمله از لحاظ محتوی بر ۵ نوع است که جملهٔ پرسشی یکی از آنان است. جملهٔ پرسشی در زبان فارسی با استفاده از واژگان پرسشی یا تغییر لحن ساخته می‌شود و پیرامون رویداد کاری یا وقوع حالتی را سؤال می‌کند. در پایان جمله پرسشی از این نشانه «؟» (علامت سؤال) استفاده می‌کنیم.

## نمونه
- فردا چه روزی است؟

گاه پرسش برای تأکید بر مطلبی یا نفی آن استفاده می‌شود که در صورت اول بدان جمله استفهام تأکیدی و در صورت دوم استفهام انکاری می‌گوییم.
- نگفتم
  - این کار را نکن؟ (گفتم) استفهام تأکیدی
- چه کسی به تو گفت این کار را انجام دهی؟ (هیچ‌کس) استفهام انکاری